# Jean-Philippe Saliou
Jean-Philippe Saliou, né le 5 mai 1968 à Versailles, est un skipper français.
Il est vice-champion d'Europe de Soling en 1999 et troisième des Championnats d'Europe de Star en 2003.